# Las furias
Las furias és una pel·lícula en blanc i negre de l'Argentina dirigida per Vlasta Lah sobre el seu propi guió segons l'obra teatral homònima d'Enrique Suárez de Deza que es va estrenar el 3 de novembre de 1960 i que va tenir com a protagonistes a Mecha Ortiz, Olga Zubarry, Aída Luz, Alba Mujica i Elsa Daniel.
És la primera pel·lícula sonora dirigida per una dona a l'Argentina i hi apareix en alguns moments, d'esquena, Catrano Catrani, l'espòs de la directora. Les dones que havien dirigit al país, en l'etapa anterior al sonor van ser María B. de Celestini a Mi derecho i Emilia Saleny a Clarita (1917) i El pañuelo de Clarita (1919).
En una enquesta de 2022 de les 100 millors pel·lícules del cinema argentí presentada en el Festival Internacional de Cinema de Mar del Plata, la pel·lícula va assolir el lloc 50.

## Sinopsi
Cinc dones (de les que no se'n diu mai el nom, sino el del seu rol, mare, esposa, amant, germana i filla) intenten doblegar a un home, fins a portar-lo a la mort.

## Repartiment
- Mecha Ortiz	 ...	Mare
- Olga Zubarry	 ...	Amant
- Aída Luz	 ...	Esposa
- Alba Mujica	 ...	germana
- Elsa Daniel	 ...	filla

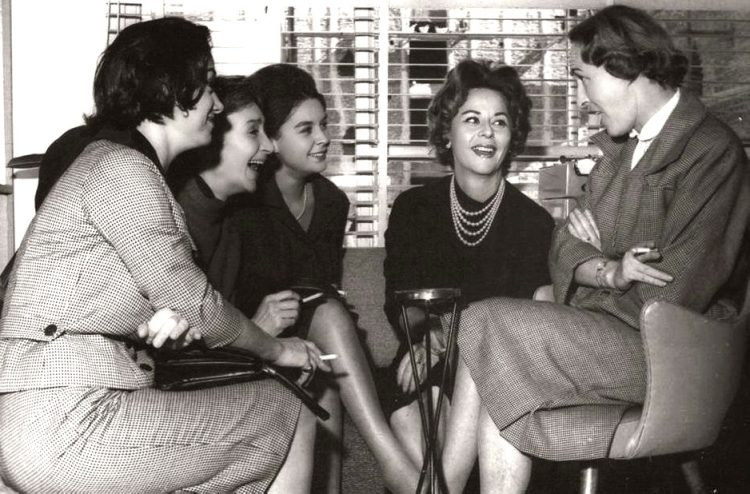
D'esquerra a dreta: les actrius Olga Zubarry, Alba Mujica, Elsa Daniel i Aída Luz, i la directora Vlasta Lah, durant el rodatge.

- Guillermo Bredeston	 ...	Promès de la filla
- Catrano Catrani

## Comentaris
La Prensa va dir sobre film:
| « | ”La directora… té un llenguatge precís i passional.” | » |

Per la seva part El Mundo va opinar:
| « | ”Ronda el melodrama… Direcció plena de seguretat, inventiva i lògica.” | » |